# Arthur Schult
Arthur Schult (* 4. April 1893 in Odenkirchen; † 9. September 1969 in Oberstdorf) war ein deutscher Pädagoge und Schriftsteller.

## Leben
Arthur Schult besuchte das Gymnasium in Rheydt und studierte anschließend Klassische Philologie und Philosophie in Münster und Berlin. Mit seiner Frau Marie († 1947) gründete und leitete er ein privates Erziehungsheim in Oberstdorf. Einer breiteren Öffentlichkeit wurde er durch seine zahlreichen Vorträge und Bücher über christlich-spirituelle und esoterische Themen bekannt.
Von 1927 bis 1945 war Schult Mitglied der Anthroposophischen Gesellschaft. Mit zahlreichen Anthroposophen war er freundschaftlich verbunden, insbesondere mit Hans-Hasso von Veltheim. Als seine Hauptwerke können die Bücher zum Johannesevangelium betrachtet werden, sein zweibändiges Werk Astrosophie – Lehre der klassischen Astrologie, sowie das postum herausgegebene Buch Dantes Divina Commedia als Zeugnis der Tempelritter-Esoterik.
Hermann Probst soll Schult in die Welt der „esoterische Astrosophie“ eingeführt haben. Schult habe dadurch eine christlich-kosmische Schau gewonnen. „Im  Zusammenhang mit der harmonikalen Weltbetrachtung des großen Astronomen Johannes Kepler und mit der Christosophie des großen Mystikers Jakob Böhme erschloß sich mir in lebendig-imaginativer Anschauung die überwältigende Erkenntnis vom makrokosmischen Wesen des Menschen.“

## Veröffentlichungen (Auswahl)
- Menschenleben und Johannesevangelium im Lichte der Wandelsterne. Drei Eichen, München 1958
- Maria Sophia. Das Ewig-Weibliche in Gott, Mensch und Kosmos. Turm, Bietigheim 1960, ISBN 3-7999-0122-1
- Das Damaskuserlebnis des Apostels Paulus und die Gegenwart Christi. Turm, Bietigheim 1961, ISBN 3-7999-0120-5
- Denkschrift zur geistigen Situation der evangelischen Kirche in der Gegenwart. Turm, Bietigheim 1961, ISBN 3-7999-0153-1
- Pfingstgeist und Christentum. Turm, Bietigheim 1962, ISBN 3-7999-0123-X
- Die Weisheit der Veden und Upanishaden im Lichte des West-Ost-Problems. Turm, Bietigheim 1962, ISBN 3-7999-0125-6
- Das Johannesevangelium als Offenbarung des kosmischen Christus. Reichl, Remagen 1965, ISBN 3-87667-017-9
- Vom übersinnlichen Wesen des Menschen. Turm, Bietigheim 1966, ISBN 3-7999-0124-8
- Eros und Agape. Hohes Lied Salomonis und Johanneische Gottesschau. Turm, Bietigheim 1969, ISBN 3-7999-0121-3
- Urgeschichte der Menschheit. Henn, Wuppertal-Elberfeld 1969; Turm, Bietigheim 1989, ISBN 3-7999-0223-6
- Astrosophie – Lehre der klassischen Astrologie, kosmische Signaturenlehre des Menschenbildes. 2 Bände. Turm, Bietigheim 1971; 5. A. ebd. 1994, ISBN 3-7999-0206-6
- Die Weltsendung des Heiligen Gral im Parzival des Wolfram von Eschenbach. Turm, Bietigheim 1975, ISBN 3-7999-0172-8
- Weltenwerden und Johannes-Apokalypse. Turm, Bietigheim 1976, ISBN 3-7999-0173-6
- Dantes Divina Commedia als Zeugnis der Tempelritter-Esoterik. Turm, Bietigheim 1979, ISBN 3-7999-0184-1
- Mysterienweisheit im deutschen Volksmärchen. Turm, Bietigheim 1980, ISBN 3-7999-0190-6
- Zeit und Ewigkeit im Jahreskreis. Sonntags-Andachten. Turm, Bietigheim 1987, ISBN 3-7999-0219-8